# Liste der Hochhäuser im Vereinigten Königreich
Dies ist eine Liste der höchsten Hochhäuser im Vereinigten Königreich. Der 310 Meter hohe The Shard im Londoner Stadtbezirk Southwark ist das höchste Hochhaus im Vereinigten Königreich. Das höchste freistehende Bauwerk ist der Sendemast Skelton mit 365 Metern.

## Fertiggestellte Hochhäuser
Diese Liste zeigt die höchsten Wohn- und Bürogebäude im Vereinigten Königreich, die mindestens 150 Meter hoch sind. Aufgelistet sind fertiggestellte Gebäude. In Bau befindliche Häuser werden hier aufgeführt. Es gilt für die Sortierung die offizielle Höhe mit Höhe der Gebäudestruktur inklusive Turmspitzen, jedoch ohne Antennen und andere technische Aufbauten.
| Name                           | Stadt      | Standort               | Koordinaten                 | Höhe in Meter | Etagen | Bauzeit   | Eröff-nung | Nutzung                                                     | Bild |
| ------------------------------ | ---------- | ---------------------- | --------------------------- | ------------- | ------ | --------- | ---------- | ----------------------------------------------------------- | ---- |
| The Shard                      | London     | Southwark              | 51° 30′ 17″ N, 0° 5′ 12″ W  | 310           | 73     | 2009–2012 | 2012       | Büros, Wohnungen, Geschäfte, Restaurant, Aussichtsplattform |      |
| 22 Bishopsgate                 | London     | City of London         | 51° 30′ 53″ N, 0° 4′ 59″ W  | 278           | 62     | 2008–2020 | 2020       | Büros, Restaurant, Aussichtsplattform                       |      |
| One Canada Square              | London     | Canary Wharf           | 51° 30′ 18″ N, 0° 1′ 12″ W  | 235           | 50     | 1988–1991 | 1991       | Büros                                                       |      |
| Landmark Pinnacle              | London     | Isle of Dogs           | 51° 30′ 10″ N, 0° 1′ 32″ W  | 233           | 77     | 2016–2020 | 2020       | Wohnungen                                                   |      |
| Heron Tower                    | London     | City of London         | 51° 30′ 59″ N, 0° 4′ 52″ W  | 230           | 47     | 2007–2011 | 2011       | Büros                                                       |      |
| 122 Leadenhall Street          | London     | City of London         | 51° 30′ 50″ N, 0° 4′ 56″ W  | 225           | 48     | 2011–2014 | 2014       | Büros                                                       |      |
| Newfoundland                   | London     | Canary Wharf           | 51° 30′ 16″ N, 0° 1′ 30″ W  | 218           | 59     | 2015–2021 | 2021       | Wohnungen                                                   |      |
| South Quay Plaza               | London     | Isle of Dogs           | 51° 30′ 4″ N, 0° 1′ 2″ W    | 215           | 68     |           | 2021       | Wohnungen                                                   |      |
| One Park Drive                 | London     | Isle of Dogs           | 51° 30′ 8″ N, 0° 0′ 36″ W   | 205           | 57     |           | 2021       | Wohnungen                                                   |      |
| Deansgate Square (South Tower) | Manchester | Manchester city centre | 53° 28′ 23″ N, 2° 15′ 11″ W | 201           | 64     | 2016–2019 | 2019       | Wohnungen                                                   |      |
| HSBC Tower                     | London     | Canary Wharf           | 51° 30′ 19″ N, 0° 1′ 3″ W   | 200           | 45     | 1999–2002 | 2003       | Büros                                                       |      |
| Citigroup Centre               | London     | Canary Wharf           | 51° 30′ 14″ N, 0° 1′ 6″ W   | 200           | 45     | 1998–2001 | 2001       | Büros                                                       |      |
| The Scalpel                    | London     | City of London         | 51° 30′ 48″ N, 0° 4′ 53″ W  | 190           | 39     | 2015–2018 | 2018       | Büros                                                       |      |
| Wardian London (East Tower)    | London     | Isle of Dogs           | 51° 30′ 4″ N, 0° 1′ 22″ W   | 187           | 55     |           | 2020       | Wohnungen                                                   |      |
| The Madison                    | London     | Isle of Dogs           |                             | 184           | 53     |           | 2020       | Wohnungen                                                   |      |
| West 54                        | London     | North Acton            |                             | 184           | 54     |           | 2021       | Wohnungen                                                   |      |
| Tower 42                       | London     | City of London         | 51° 30′ 55″ N, 0° 5′ 2″ W   | 183           | 43     | 1971–1980 | 1981       | Büros                                                       |      |
| St George Wharf Tower          | London     | Vauxhall               | 51° 29′ 7″ N, 0° 7′ 38″ W   | 181           | 52     | 2010–2014 | 2014       | Wohnungen                                                   |      |
| 30 St Mary Axe                 | London     | City of London         | 51° 30′ 51″ N, 0° 4′ 48″ W  | 180           | 41     | 2001–2004 | 2004       | Büros                                                       |      |
| No.8 One Thames City           | London     | Wandsworth             |                             | 177           | 54     |           | 2021       | Wohnungen                                                   |      |
| 100 Bishopsgate                | London     | City of London         | 51° 30′ 57″ N, 0° 4′ 52″ W  | 172           | 40     | 2015–2019 | 2019       | Büros                                                       |      |
| DAMAC Tower Nine Elms          | London     | Wandsworth             | 51° 29′ 3″ N, 0° 7′ 29″ W   | 170           | 50     |           | 2021       | Wohnungen                                                   |      |
| Beetham Tower                  | Manchester | Castlefield            | 53° 28′ 31″ N, 2° 15′ 1″ W  | 169           | 47     | 2004–2006 | 2006       | Hotel, Wohnungen, Büros                                     |      |
| Wardian London (West Tower)    | London     | Isle of Dogs           | 51° 30′ 4″ N, 0° 1′ 22″ W   | 168           | 50     |           | 2020       | Wohnungen                                                   |      |
| One Blackfriars                | London     | Southwark              | 51° 30′ 28″ N, 0° 6′ 17″ W  | 165           | 52     | 2013–2018 | 2018       | Wohnungen                                                   |      |
| Broadgate Tower                | London     | City of London         | 51° 31′ 16″ N, 0° 4′ 46″ W  | 161           | 35     | 2005–2009 | 2009       | Büros                                                       |      |
| Principal Tower                | London     | Shoreditch             | 51° 31′ 19″ N, 0° 4′ 49″ W  | 161           | 51     | 2016–2019 | 2017       | Wohnungen                                                   |      |
| 20 Fenchurch Street            | London     | City of London         | 51° 30′ 41″ N, 0° 5′ 1″ W   | 160           | 38     | 2009–2014 | 2014       | Büros, Aussichtsplattform                                   |      |
| Deansgate Square (East Tower)  | Manchester | Manchester city centre | 53° 28′ 23″ N, 2° 15′ 11″ W | 158           | 50     | 2017–2020 | 2020       | Wohnungen                                                   |      |
| One Churchill Place            | London     | Canary Wharf           | 51° 30′ 20″ N, 0° 0′ 50″ W  | 156           | 32     | 2003–2004 | 2005       | Büros                                                       |      |
| 25 Bank Street                 | London     | Canary Wharf           | 51° 30′ 11″ N, 0° 1′ 16″ W  | 153           | 33     | 2001–2003 | 2004       | Büros                                                       |      |
| 40 Bank Street                 | London     | Canary Wharf           | 51° 30′ 10″ N, 0° 1′ 11″ W  | 153           | 33     | 2000–2003 | 2003       | Büros                                                       |      |
| Elizabeth Tower                | Manchester | Castlefield            |                             | 153           | 52     |           | 2021       | Wohnungen                                                   |      |
| 10 Upper Bank Street           | London     | Canary Wharf           | 51° 30′ 10″ N, 0° 0′ 59″ W  | 151           | 32     | 2000–2003 | 2003       | Büros                                                       |      |
| South Bank Tower               | London     | Southwark              | 51° 30′ 27″ N, 0° 6′ 28″ W  | 151           | 41     |           | 2015       | Wohnungen                                                   |      |
| 10 Park Drive                  | London     | Isle of Dogs           |                             | 150           | 43     |           | 2019       | Wohnungen                                                   |      |
| Baltimore Tower                | London     | Isle of Dogs           | 51° 29′ 51″ N, 0° 0′ 54″ W  | 150           | 45     | 2013–2017 | 2017       | Wohnungen                                                   |      |
| 250 City Road                  | London     | Islington              | 51° 31′ 43″ N, 0° 5′ 45″ O  | 150           | 43     | 2015–2017 | 2017       | Wohnungen                                                   |      |

## Hochhäuser in Bau
Folgende Liste führt in Bau befindliche Hochhäuser im Vereinigten Königreich auf.
| Name                  | Stadt      | Standort       | Höhe in Meter | Etagen | Geplante Eröffnung | Nutzung          |
| --------------------- | ---------- | -------------- | ------------- | ------ | ------------------ | ---------------- |
| 1 Undershaft          | London     | City of London | 294           | 74     | 2029               | Büros            |
| Consort Place         | London     | Isle of Dogs   | 216           | 64     | 2023               | Wohnungen, Hotel |
| 8 Bishopsgate         | London     | City of London | 204           | 51     | 2022               | Büros            |
| City Tower            | London     | Wandsworth     | 200           | 58     | 2022               | Wohnungen        |
| Harcourt Tower        | London     | Canary Wharf   | 192           | 54     | 2024               | Wohnungen        |
| North Tower           | London     | Canary Wharf   | 186           | 37     |                    | Büros            |
| Ludgate House B       | London     | Southwark      | 163           | 49     | 2022               | Wohnungen        |
| River Tower           | London     | Wandsworth     | 161           | 43     | 2022               | Hotel            |
| No.10 One Thames City | London     | Wandsworth     | 157           | 47     | 2023               | Wohnungen        |
| Collier’s Yard        | Salford    | Greengate      | 155           | 50     | 2024               | Wohnungen        |
| Octagon               | Birmingham | Paradise       | 155           | 49     | 2025               | Wohnungen        |
| 40 Leadenhall Street  | London     | City of London | 155           | 35     | 2024               | Büros            |
| The Blade             | Manchester | Castlefield    | 154           | 52     | 2024               | Wohnungen        |
| The Cylinder          | Manchester | Castlefield    | 154           | 52     | 2024               | Wohnungen        |